# Brigitte Holzapfelová
Brigitte Elisabeth Holzapfelová, provdaná Kurschilgenová (* 10. dubna 1958, Krefeld, Severní Porýní-Vestfálsko) je bývalá západoněmecká atletka, dvojnásobná halová vicemistryně Evropy (1977, 1978) ve skoku do výšky.
Hned dvojí úspěch zaznamenala na juniorském mistrovství Evropy 1975 v Athénách. K bronzové medaili z výšky (180 cm) přidala také zlatou medaili z pětiboje (4 450 bodů). O rok později reprezentovala na letních olympijských hrách v Montrealu, kde ve finále obsadila s výkonem 187 cm jedenácté místo.
První titul halové vicemistryně Evropy získala na šampionátu v San Sebastiánu v roce 1977. O rok později zopakovala úspěch i na HME v italském Miláně, kde překonala 191 cm. V obou případech prohrála jen s italskou výškařkou Sarou Simeoniovou.
Z mistrovství Evropy 1978, které se konalo na pražském stadionu Evžena Rošického si odvezla bronzovou medaili za výkon 195 cm. Titul mistryně Evropy získala Sara Simeoniová (201 cm) před Němkou Rosemarie Ackermannovou (199 cm). Později reprezentovala na olympiádě v Los Angeles 1984, kde se umístila na jedenáctém místě.